# Campylanthus hubaishanii
Campylanthus hubaishanii là một loài thực vật có hoa trong họ Mã đề. Loài này được N.Kilian & P.Hein mô tả khoa học đầu tiên năm 2002.